# Triphosgène
Le triphosgène ou carbonate de bis(trichlorométhyle) (BTC) est un composé organochloré de formule C3Cl6O3.
Il est utilisé comme réactif en chimie organique, comme alternative moins dangereuse au phosgène, le triphosgène étant un solide à température ambiante, contrairement au phosgène qui est un gaz. Les cristaux de triphosgène se décomposent au dessus de 200 °C.

## Synthèse
Le triphosgène est disponible dans le commerce. Il est en général préparé par chloration radicalaire du carbonate de diméthyle :
CH3OCO2CH3 + 6 Cl2 → CCl3OCO2CCl3 + 6 HCl
Le triphosgène peut être facilement recristallisé dans l'hexane pour le purifier.

## Utilisations
Le triphosgène est un réactif utilisé en synthèse organique comme substitut bien moins dangereux au phosgène, bien que les réactions soient en général plus lentes. Il sert dans diverses réactions, comme lier un groupe carbonyle à deux groupes alcool, ou pour convertir un groupe amine en isocyanate. Il est également utilisé dans la synthèse de l'octalactine B.
Durant la Première Guerre mondiale, le triphosgène a été utilisé côté allemand comme arme chimique, en mélange solide avec la pyridine (« Hexa-Stoff »).

## Sécurité
Le triphosgène est aussi toxique que le phosgène car il se décompose en phosgène sous l'action de la chaleur ou par réaction avec des nucléophiles. Même de simple traces d'humidité peuvent entraîner la formation de phosgène. Par conséquent, ce réactif doit être manipulé avec les mêmes précautions que le phosgène.
Le triphosgène absorbé par les voies respiratoires peut provoquer un œdème pulmonaire, avec des symptômes incluant toux, nausée, essoufflement et vomissement. Une intoxication plus sérieuse peut résulter en une embolie pulmonaire ou une crise cardiaque.